# 劉弘 (司空)
劉弘，生卒年不詳，字子高，南陽郡安眾縣人，東漢末年的大臣，為光祿勳，中平六年（189年），遷司空。同年八月被免職。